# اندی بست
اندی بست (انگلیسی: Andy Best؛ زادهٔ ۵ ژانویهٔ ۱۹۵۹) بازیکن فوتبال اهل بریتانیا است.
از باشگاه‌هایی که در آن بازی کرده‌است می‌توان به باشگاه فوتبال تورکی یونایتد اشاره کرد.